# Spoorlijn Saint-Benoît - La Rochelle-Ville
De spoorlijn Saint-Benoît - La Rochelle-Ville is een Franse spoorlijn van Saint-Benoît via Niort naar La Rochelle. De lijn is 139,3 km lang en heeft als lijnnummer 538 000.

## Geschiedenis
De lijn werd in gedeeltes geopend door de Compagnie du chemin de fer de Paris à Orléans, van Saint-Benoît naar Niort op 7 juli 1856 en van Niort naar La Rochelle-PO op 7 september 1857. 

### Tracéwijzigingen
In 1922 werden nieuw zuidelijker tracé geopend tussen Aytré en La Rochelle, tegelijkertijd werd het kopstation La Rochelle-PO gesloten voor passagiersvervoer en vervangen door doorgaande station La Rochelle-Ville.

## Treindiensten
De SNCF verzorgt het personenvervoer op dit traject met TGV en TER-treinen.
| Serie      | Treinsoort | Route | Bijzonderheden |
| ---------- | ---------- | --- | -------------- |
| TGV 5200   | TGV (SNCF) | [ [ Nantes – ] / [ Rennes – ] Le Mans – ] / [ Bordeaux-Saint-Jean – Saint-Pierre-des-Corps – ] Massy TGV – Aéroport Charles-de-Gaulle 2 TGV – [ Lille-Europe ] / [ Lille-Flandres ] |                |
| Ouigo 7640 | TGV (SNCF) | Paris-Montparnasse – Poitiers – Niort – Surgères – La Rochelle |                |
| Ouigo 7650 | TGV (SNCF) | Paris-Montparnasse – [ Saint-Pierre-des-Corps – ] / [ Poitiers – Angoulême – ] Bordeaux-Saint-Jean                                                                                  |                |
| Ouigo 7660 | TGV (SNCF) | Tourcoing – Aéroport Charles-de-Gaulle 2 TGV – Marne-la-Vallée - Chessy – Massy TGV – Saint-Pierre-des-Corps – Poitiers – Angoulême – Bordeaux-Saint-Jean                           |                |
| D 14       | TER (SNCF) | Poitiers – Niort – La Rochelle |                |
| L 14       | TER (SNCF) | Poitiers – Niort – La Rochelle |                |

## Aansluitingen
In de volgende plaatsen is of was er aansluiting op de volgende spoorlijnen:
Saint-Benoît
RFN 570 000, spoorlijn tussen Paris-Austerlitz en Bordeaux-Saint-Jean
RFN 601 000, spoorlijn tussen Saint-Benoît en Le Blanc
aansluiting La Touche
RFN 538 310, raccordement R2FS van Fontaine-Le Comte Sud
RFN 538 311, raccordement R1FS van Fontaine-Le Comte Sud
aansluiting Coulombiers
RFN 538 315, raccordement van Fontaine-Le Comte Nord
Niort
RFN 500 000, spoorlijn tussen Chartres en Bordeaux-Saint-Jean
RFN 523 000, spoorlijn tussen La Possonnière en Niort
Aigrefeuille-le-Thou
RFN 540 000, spoorlijn tussen Aigrefeuille-le-Thou en Rochefort
La Rochelle-Ville
RFN 530 000, spoorlijn tussen Nantes en Saintes
RFN 539 000, spoorlijn tussen La Rochelle-Ville en La Rochelle-Pallice

## Elektrische tractie
De lijn werd in 1993 geëlektrificeerd met een wisselspanning van 25.000 volt 50 Hz.

## Galerij

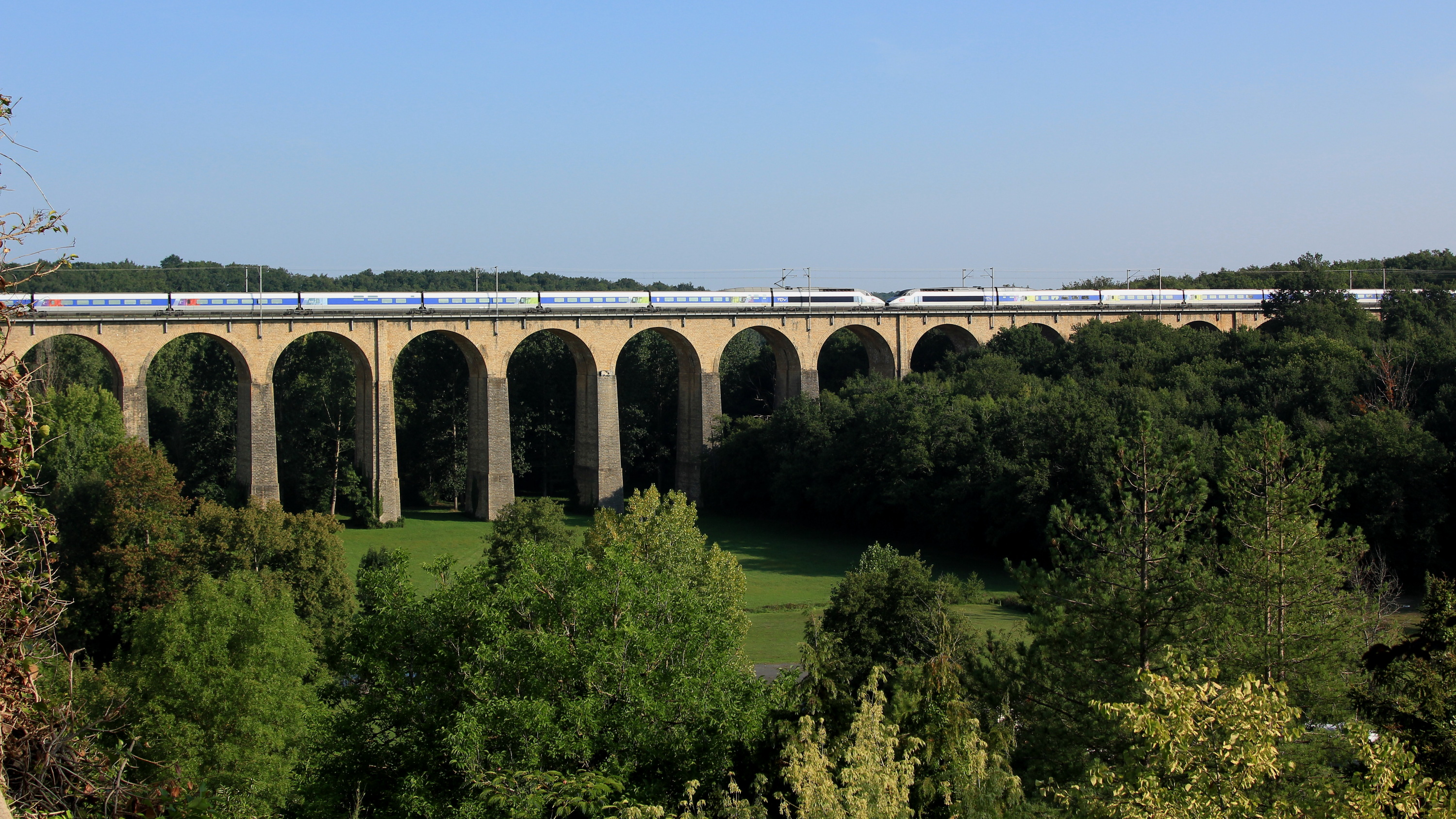
TGV op het viaduct van Lusignan
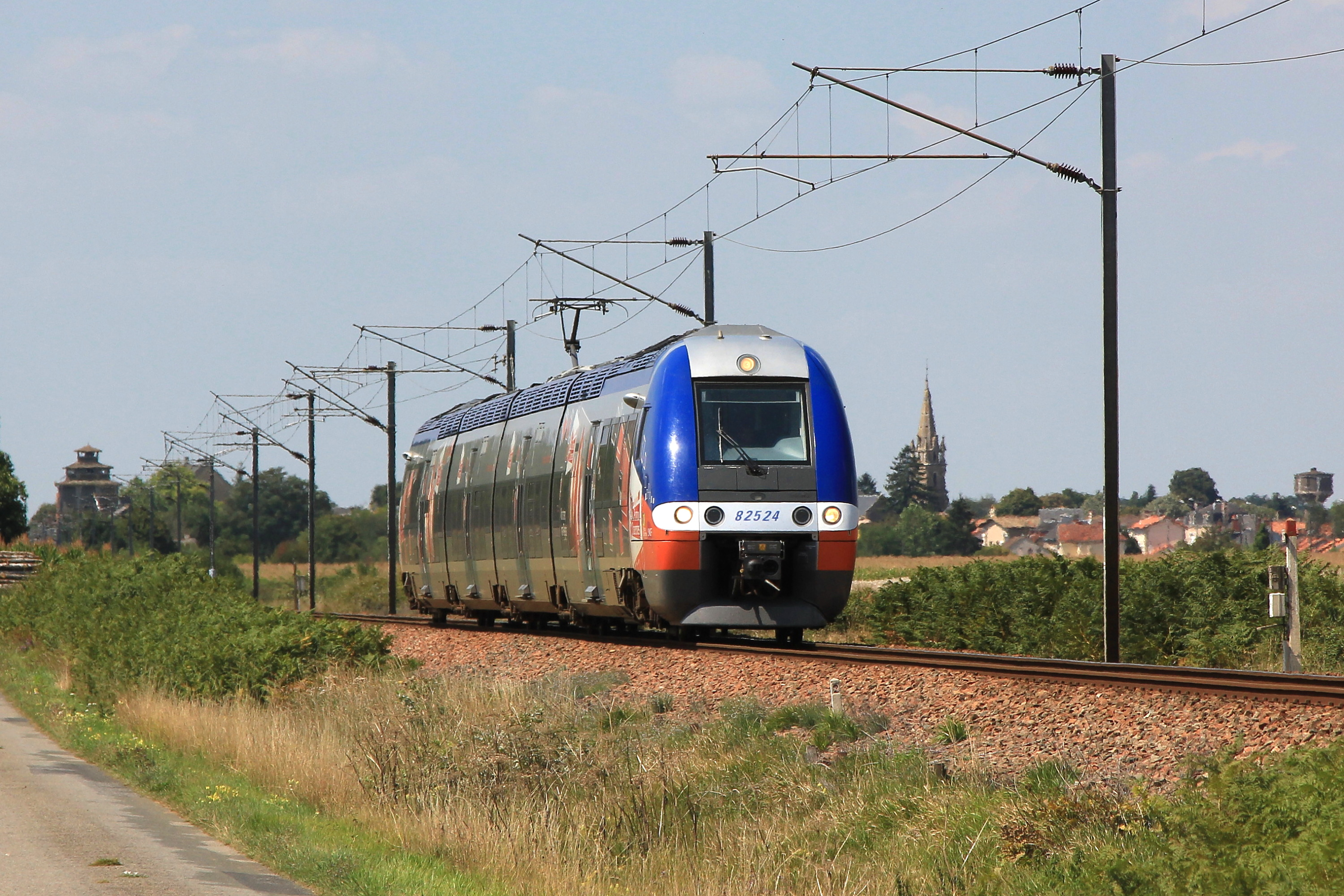
TER bij Rouillé
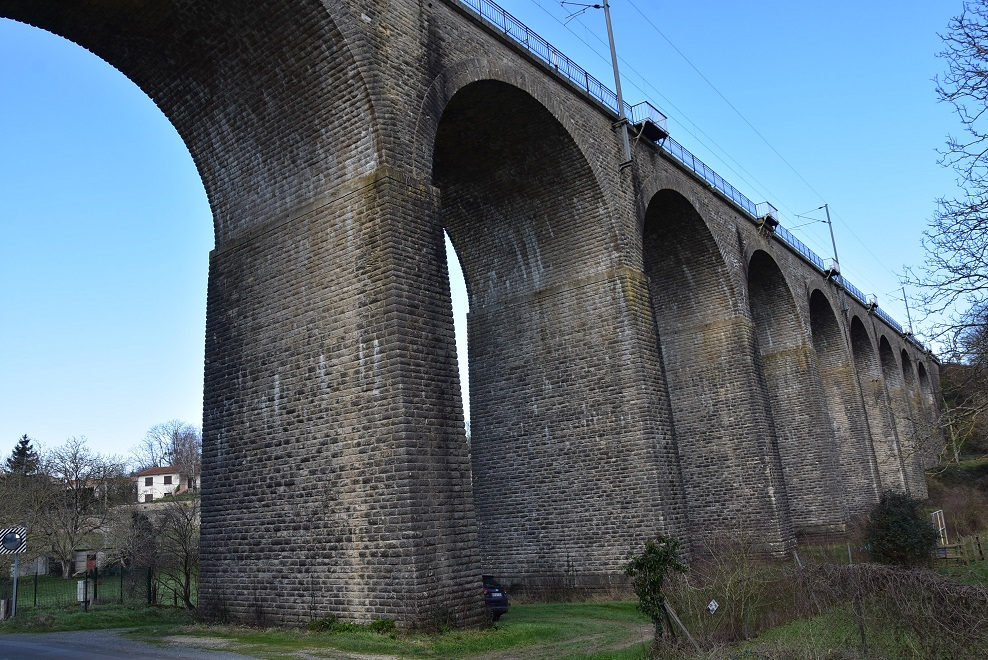
Viaduct van La Crèche
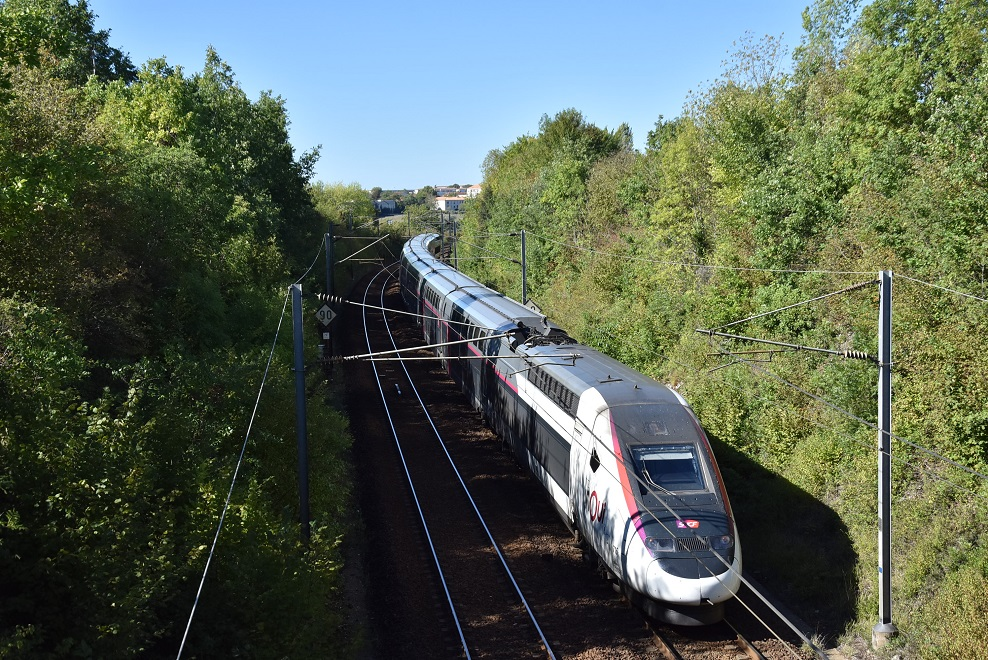
TGV bij Souché